# Fecenia macilenta
Fecenia macilenta är en spindelart som först beskrevs av Simon 1885.  Fecenia macilenta ingår i släktet Fecenia och familjen Psechridae. Inga underarter finns listade i Catalogue of Life.